# Lyogoniosoma perlatum
Lyogoniosoma perlatum is een hooiwagen uit de familie Gonyleptidae.